# Más de uno
Más de uno es un programa de radio que se emite en la cadena española Onda Cero desde 2015.

## Historia
El programa supuso la apuesta de la cadena para la franja matinal, tras la salida de la emisora del periodista Carlos Herrera, que con su espacio Herrera en la onda, fue el predecesor de Más de uno. En esa primera etapa, desde abril de 2015 hasta septiembre de 2018, el programa tuvo dos presentadores: Carlos Alsina, que se ocupó del tramo informativo (de seis a diez de la mañana) y Juan Ramón Lucas, encargado de conducir la franja centrada en el entretenimiento (de diez a doce y media del mediodía). Desde septiembre de 2018, Alsina se pone en exclusiva al frente de la dirección y presentación de "Más de Uno", mientras que Juan Ramón Lucas pasa a dirigir al espacio nocturno La brújula, en sustitución del hasta entonces presentador, David del Cura.

## Formato y equipo
El programa se estructura en los dos bloques clásicos de la radio matinal española: un primer tramo centrado en la información, la opinión y las entrevistas, de seis a diez de la mañana, y otro dedicado al entretenimiento, la divulgación y la cultura, de diez a doce y media del mediodía. 
El equipo del tramo informativo lo componen: Rubén Bartolomé (editor), Juan Carlos Vélez (editor), David Gabás (productor y redactor), María Jesús Moreno (productora), Sara Iturbide (redactora), Elena Bueno (redactora), Manuel Pecino (redactor), María Gómez Prieto (redactora).
El equipo del tramo de entretenimiento está formado por: Begoña Gómez de la Fuente (copresentadora), Javier Ruiz-Taboada, Jorge Abad (subdirector y guionista), María Jesús Moreno 
(productora), Marisol Parada (productora), Alicia Heras (productora y redactora), Carlos Zúmer (guionista), Diego Fortea (guionista), Pablo Díez (guionista) y Borja F. Sedano (Locutor, actor y guionista).
La realización técnica está a cargo de Fran Montes, también conocido como El Ingeniero Montes.

## Secciones
Del tramo informativo destacan las siguientes secciones:
-El monólogo de Alsina (8.00 horas). La visión de Carlos Alsina sobre los asuntos más importantes de la actualidad. Durante los meses del confinamiento estricto obligado por la pandemia del coronavirus (marzo-mayo de 2020), esta sección pasó a llamarse Diario de la Pandemia, en la que Alsina recuperaba algunas de las historias y experiencias que los oyentes de "Mas de Uno" enviaban a la redacción del programa, bien a través de correo electrónico o con notas de voz. Todos los días terminaba con la canción Facciamo Finta Ché!, de la artista italiana  Ombretta Colli, hasta el punto de que durante ese tiempo se convirtió en un auténtico himno.  
Aunque el monólogo de las 8.00 de Alsina es el más extenso y relevante, el periodista también arranca las horas de las 6.00 y las 7.00 con un comentario personal sobre los temas de actualidad.      
-La España que madruga (de 7.35 a 7.55 horas), en la que colaboran los periodistas Rubén Amón ("Las siete preguntas de Amón"), Daniel Ramírez García-Mina (revista de prensa nacional), Rosa Belmonte ("La hoguera"), Carlos Rodríguez Braun (prensa económica, "La viñeta económica" y "El repaso lírico de la semana") y Félix José Casillas (actualidad deportiva).  
-La tertulia. Análisis de la actualidad a cargo de colaboradores como Rubén Amón, Marta García Aller, Toni Bolaño,  Francisco Marhuenda, John Müller, Pilar Cernuda, Antonio Caño, Carmen Morodo, Javier Caraballo, Casimiro García-Abadillo, Ignacio Varela, Pilar Velasco, Joaquín Manso, Ángeles Caballero, Aurora Nacarino-Brabo, Mamen Mendizábal, Pilar Gómez, José Antonio Vera, Eduardo Madina o Sergi Sol. 
-La primera de la mañana (7.15 horas). Columna de opinión a cargo de Marta García Aller. 
-No nos hagamos daño. Columna de opinión semanal de Jorge Freire.  
-La entrevista. Entre las más célebres entrevistas de Carlos Alsina, se encuentran las que le hizo a Mariano Rajoy en octubre de 2017 o la del por entonces presidente de la Generalidad de Cataluña, Quim Torra, en febrero de 2019.
-Información económica, a cargo de Ignacio Rodríguez Burgos.
-La información meteorológica, con Roberto Brasero.
-El gallo Latorre, comentario de opinión de Rafa Latorre (de lunes a jueves, a las 8.30 horas)
-Viva el vino, comentario a cargo de Raúl del Pozo (viernes, 8.30 horas)
-El Indultado. Comentario de Rubén Amón.
-La Veta Cultureta (martes y jueves, 6.45 horas), con Carlos Zúmer. 
Del tramo de entretenimiento destacan las siguientes secciones:
-La Quinta Hora (lunes y jueves, de 10.00 a 11.00 horas). Se trata de un espacio de humor (sketches, imitaciones, personajes paródicos) en donde colaboran Carlos Latre, Leo Harlem, Goyo Jiménez, Agustín Jiménez y Leonor Lavado. Entre otros personajes, en esta hora también interviene "Arturito, el niño mísero", un colaborador ficticio del programa. Arturito es un niño de edad indeterminada que supuestamente vive bajo la mesa del estudio, y que se caracteriza por su hablar repelente y su carácter pusilánime.
Además de los diferentes contenidos humorísticos, en esta sección del programa también suele pedirse la participación del oyente a través de notas de voz de WhatsApp, para que cuenten sus experiencias o anécdotas a partir un tema que se propone al comienzo de la hora. 
-Cocinillas (martes, a las 10.00 horas). Sección de cocina y participación del oyente a cargo de David de Jorge, también conocido como Robinfood, y Leo Harlem. Cada sección está dedicada a un alimento o preparación, e incluye entrevistas con cocineros, restauradores o especialistas en la materia. Además, la audiencia también colabora a través de notas de voz o llamadas de teléfono en directo.
-Robinfood (viernes, a las 10.00 horas). David de Jorge propone una receta, y resuelve las dudas culinarias de los oyentes que llaman en directo o envían sus mensajes a través de WhatsApp. 
-Reto Matemático (jueves, 11.15 horas). El matemático y divulgador Santi García Cremades plantea un problema matemático a los oyentes, que se resuelve minutos antes del boletín informativo de las 12.00 horas.
-Historias de la radio (lunes, 11.10 horas). Sección en la que el guionista Diego Fortea recuerda anécdotas de la radio española. 
-Qué sabemos de... (miércoles, 10.00 horas). Sección en la que se analiza un mismo tema desde diferentes perspectivas, con entrevistas y conexiones en directo. 
-Biblioterapia (lunes, 11.15 horas). Sección quincenal literaria conducida por el escritor Sergio del Molino.
-Marina y las fieras (lunes, 11.15 horas). Sección quincenal dedicada a la divulgación musical conducida por la doctora en Filosofía y Musicóloga Marina Hervás.
-El reportero de la Historia (martes, 11.15 horas). Sección quincenal de divulgación histórica. Comienza con la retransmisión de un hecho histórico, a cargo de Jorge Abad, como presentación del tema a tratar. Esta sección suele incluir además una pieza del periodista Javier Cancho, quien a través de su #HistoriaD recupera un hecho histórico narrado desde una óptica muy personal. Las #HistoriaD también aparecen en la sección "Tertulia de médicos", pero centradas en este caso en la historia de Medicina.
-Tertulia de médicos (martes, 11.15 horas). Sección quincenal en la que los médicos Alberto García Salido, Alfonso Fernández, Esther Holgado y Jesús de la Fuente analizan de forma distendida algunos asuntos relacionados con su profesión.
-Entrevistas. Carlos Alsina suele entrevistar en esta franja a personajes relevantes del mundo de la cultura, precedidas generalmente de trabajadas introducciones. Entre los invitados que han visitado su programa figuran actores como Antonio Banderas, Josep María Pou, Concha Velasco o Lola Herrera, artistas como Raphael_(cantante) o Pablo Alborán y escritores como Arturo Pérez-Reverte, Eduardo Mendoza o Juan Eslava Galán. 
-Aparici en órbita (jueves, 11.00 horas). Sección quincenal sobre Ciencia a cargo del doctor en Física y divulgador científico Alberto Aparici. Además de entrevistas y comentarios sobre temas relacionados con la ciencia, esta sección incluye en ocasiones las piezas #HistoriaD de Javier Cancho e "Historia de las cosas cotidianas", con Marta García Aller. 
-Vidas de otros (miércoles, 11.45 horas). El periodista y escritor Ángel Antonio Herrera narra las biografías de artistas nacionales e internacionales.
-El comentario de Josemi Rodríguez-Sieiro (de lunes a jueves, 12.15 horas). 
-La Cultureta (viernes, 11.00 horas). Una de las secciones más veteranas del programa, y que tiene su propia extensión en La Cultureta Gran Reserva, que se emite en las madrugadas de los viernes en Onda Cero. Espacio de conversación y análisis cultural conducida por Carlos Alsina y con la colaboración de Rubén Amón, Sergio del Molino, Rosa Belmonte, Guillermo Altares y Nacho Vigalondo. 
-El programa que pudo haber sido, con Jorge Abad (viernes, 12.15 horas). Sección de carácter autoparódico y humorístico. 
-El cierre musical, con J.F. León (viernes, 12.25 horas)

## Ficciones y programas especiales
"Más de Uno" ha realizado varias ficciones sonoras, entre las que destacan el cuento de Navidad La hoja de Pascua (con las voces de Concha Velasco y José Sacristán en sus principales papeles), Madre en Belén (con las versiones protagonizadas por Lola Herrera -2020- y Blanca Portillo -2019-), las adaptaciones de A sangre y fuego de Manuel Chaves Nogales y de la película La vida de Brian de los Monty Python, en ¿Qué fue de Brian?, u otras como Milagro en la gran ciudad, Celia en la revolución, Andante. El Quijote según Trapiello, Siente a un pobre a su mesa o Cómpreme una radio.
En noviembre de 2020 adaptó radiofónicamente algunos de los relatos de Fernando Aramburu recogidos en su libro Los peces de la amargura, con la participación de actores como Ramón Barea, Itziar Lazkano, José Cruz Gurrutxaga y Bárbara Goenaga.
Además, el programa ha realizado varios programas especiales relacionados con efemérides históricas, como el de La llegada del hombre a la Luna (julio de 2019), la Retransmisión del entierro de Galdós, cien años después (enero de 2020), 75 años después de Auschwitz (enero de 2020) o El Día de la Victoria (mayo de 2020).
En cuanto a producciones en podcast, destacan la serie Cuando fuimos ciegos (un documental sonoro sobre los 80 días previos a la declaración del estado de alarma en España como consecuencia de la epidemia del Covid-19), y las series documentales históricas 1931, sobre la proclamación de la Segunda República Española; Annual, 1921, dedicada al desastre del ejército Español en el norte de África; 1492 y Casas Viejas, 90 años después.

## Premios y reconocimientos
-El programa fue reconocido con el Premio Ondas 2019 en la categoría de "Mejor Programación Especial", por el especial "Día Mundial de la Radio" realizado el 11 de febrero de 2019.
-Premio Autismo España 2019 en la categoría de Comunicación e Imagen Social por su programa especial "Planeta Azul" dedicado a las personas con trastorno del espectro autista, realizado el 2 de abril de 2019.
-Premio Fundación Guardia Civil 2019, en reconocimiento a la divulgación que de este cuerpo se hizo en su sección "Qué Sabemos De..." el 11 de octubre de 2018.

## Audiencias
Según el Estudio general de medios:
- 2015 (tercera oleada, diciembre de 2015): 1.266.000 oyentes. Tercer lugar.[8]
- 2016 (tercera oleada, diciembre de 2016): 1.187.000 oyentes. Tercer lugar.[9]
- 2017 (tercera oleada, diciembre de 2017): 1.309.000 oyentes. Tercer lugar.[10]
- 2018 (tercera oleada, diciembre de 2018): 1.113.000 oyentes. Tercer lugar.[11]
- 2019 (tercera oleada, diciembre de 2019): 1.174.000 oyentes. Tercer lugar.
- 2020 (primera oleada, abril de 2020): 1.195.000 oyentes. Tercer lugar.
- 2020 (tercera oleada, diciembre de 2020): 1.235.000 oyentes. Tercer lugar.[12]
- 2021 (primera oleada, abril de 2021): 1.330.000 oyentes. Tercer lugar.
- 2022 (primera oleada, abril de 2022): 1.387.000 oyentes. Tercer lugar.
- 2022 (segunda oleada, julio de 2022): 1.513.000 oyentes. Tercer lugar.
- 2022 (tercera oleada, noviembre de 2022): 1.265.000 oyentes. Tercer lugar.
- 2024. (segunda oleada, julio de 2024) 1.593.000 oyentes. Tercer lugar. (Máximo histórico, 19% más que la temporada 2022-2023) [13]